# Dunaföldvár
Dunaföldvár (deutsch Donaufeldburg) ist eine ungarische Stadt im Kreis Paks im Nordosten des Komitates Tolna.

## Geografie

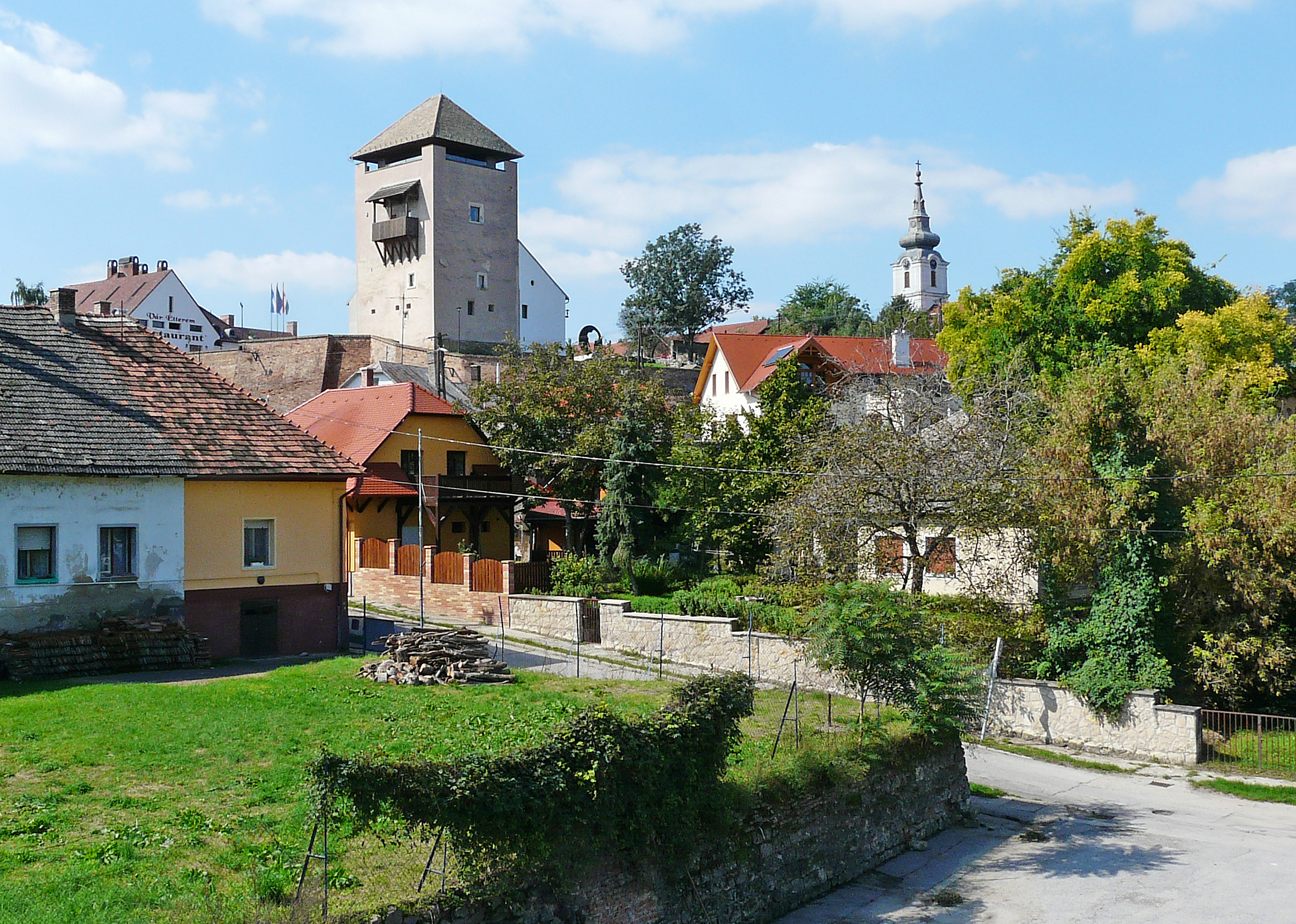

Die Stadt liegt am westlichen Ufer der Donau.

## Geschichte

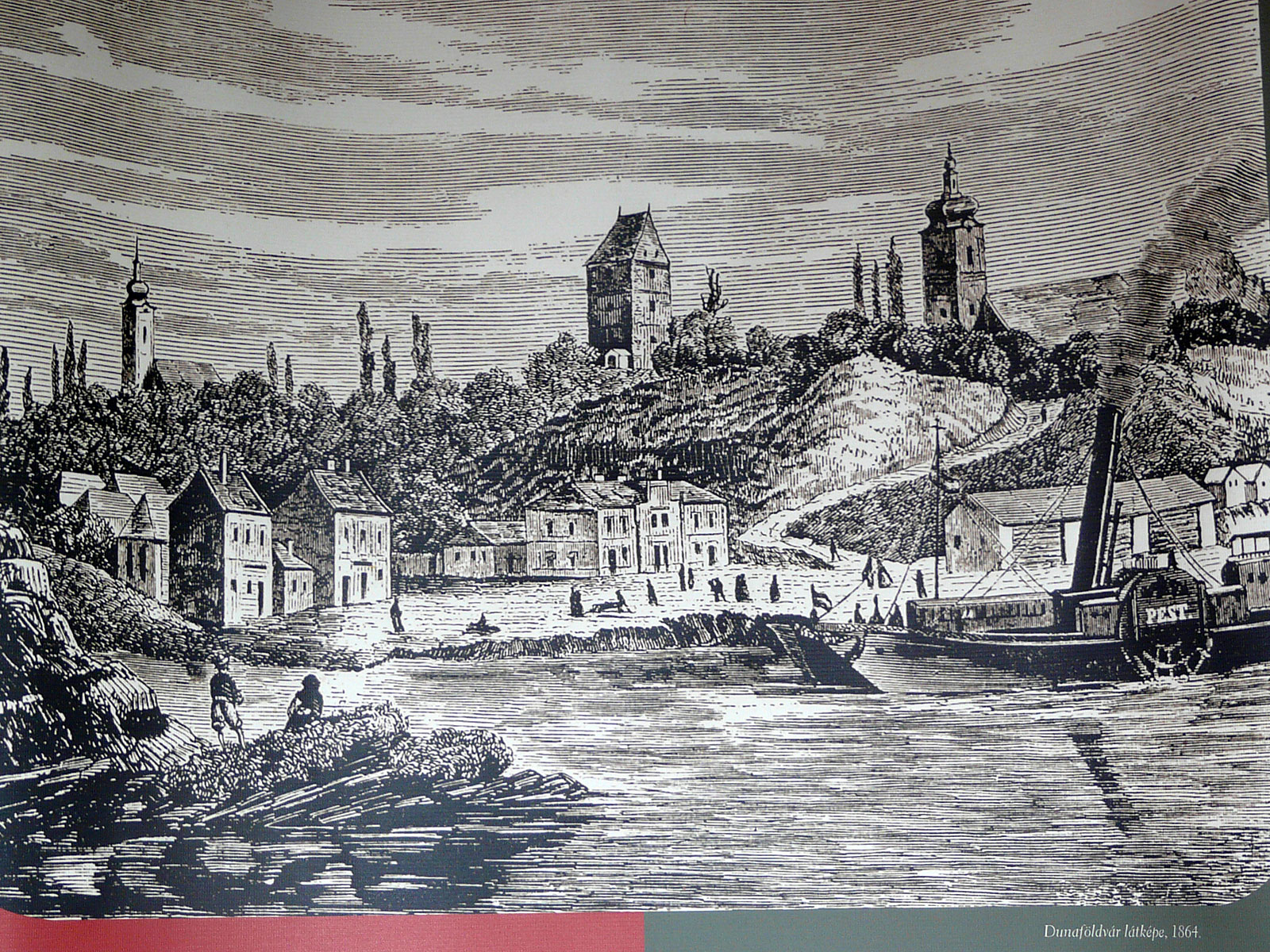
Földvár 1864

Die älteste bekannte Erwähnung des Ortes stammt aus dem Jahre 1199 als  Monasterium de Felduar. Das Dokument belegt, dass König Béla II. 1131 hier ein Kloster gegründet hat.
Um 1530 wurde die Gegend von den Türken besetzt. Sie bauten Befestigungsanlagen. Hierzu benutzten sie das Kloster als Steinbruch und nannten den Ort Jur Hisszarit der 1663 von Evliya Çelebi beschrieben wurde.
Nach der türkischen Besetzung wurden in dem entvölkerten Gebiet Serben und Deutsche angesiedelt.
Wegen der günstigen Lage an einer Donauquerung entwickelte sich Földvár zu einem Marktort. 1703 bestätigte König Leopold das Marktrecht.
Während des Rákóczi-Aufstandes wurde die Burg 1704 und 1705 von den Kuruzen erobert und dann für lange Zeit gehalten.
Im Jahr 1713 hat Ferenc László Mednyánszky, der Gutsbesitzer des ehemaligen Klosters Földvár, in einem sogenannten Vertrag (contractus) unter anderem Ansiedlungsfreiheit zugesichert.
Diese Privilegien zogen Siedler an und es entstanden Zünfte. In der Mitte des 18. Jahrhunderts waren es sechs. Im Jahr 1872 wurden die Zünfte aufgelöst, es waren elf. Földvár wurde Sitz eines Salzamtes und bekam eine Poststation.
1830 erreichte das erste Dampfschiff Földvár. Der Hafen wurde für die Donauschifffahrt ein wichtiger Umschlagplatz für Salz aus Siebenbürgen, Holz aus Oberungarn, Getreide und andere Industriewaren. Durch die Donaubegradigung und der damit verbundenen Schließung des Hafens in Tolna wurde der Handel noch lebhafter.
In den Jahren 1831 und 1855 herrschten Choleraepidemien. 1858 verwüstete ein Feuer die Stadt. Es waren 715 Toten zu beklagen. Das Armenhaus, das Krankenhaus, das Salzhaus, das 1798 erbaut Schulgebäude und die Alte Kirche brannten nieder. Ein weiterer Brand richtete 1862 weniger Schaden an.
Mit dem  Ersten Kommunalgesetz vom 1871 wurde Földváros als Großgemeinde eingestuft und der Kreissitz nach Paks verlegt. Der Name Kreis Dunaföldvár (dunaföldvári járás) blieb aber erhalten.
Im Jahre 1896 fuhr der erste Zug in den neu gebautem Bahnhof in Dunaföldvárs ein. Die Eisenbahnlinie zwischen Földvár und Paks wurde 2009 stillgelegt und 2015 auf dem Damm ein Fahrradweg gebaut.
1906 wurde das Telefonnetz eingerichtet.

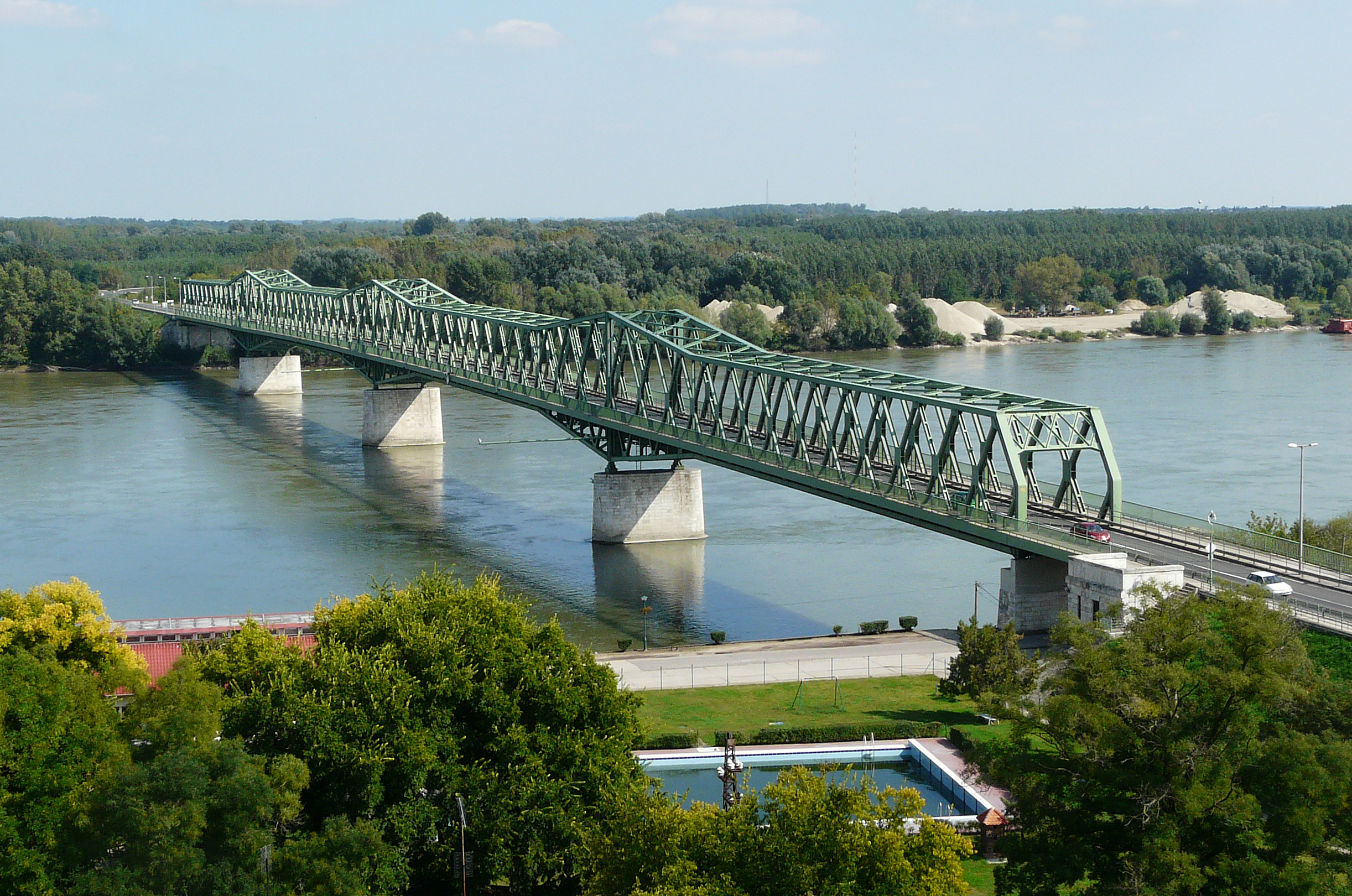
Die József-Beszédes-Brücke

Von 1928 bis 1930 wurde eine Donaubrücke gebaut, welche nach dem in Dunaföldvár verstorbenen Wasserbauingenieur József Beszédes benannt. Ab 1940 wurde auch der Eisenbahnverkehr zwischen Dunaföldvár und Solt über diese Brücke abgewickelt.
Mit der Renovierung in den Jahren 2000/2001 wurde der Eisenbahnverkehr wieder eingestellt.

## Verkehr
Der Ort liegt an der Autobahn M6 und der Landesstraße 6. Hier beginnen die Landesstraße 61 in Richtung Westen nach Nagykanizsa und die die Landesstraße 52 über die József-Beszédes-Brücke in Richtung Osten nach Kecskemét.

## Partnerstädte
- : Weikersheim
- : Ossona

## Kultur und Sehenswürdigkeiten

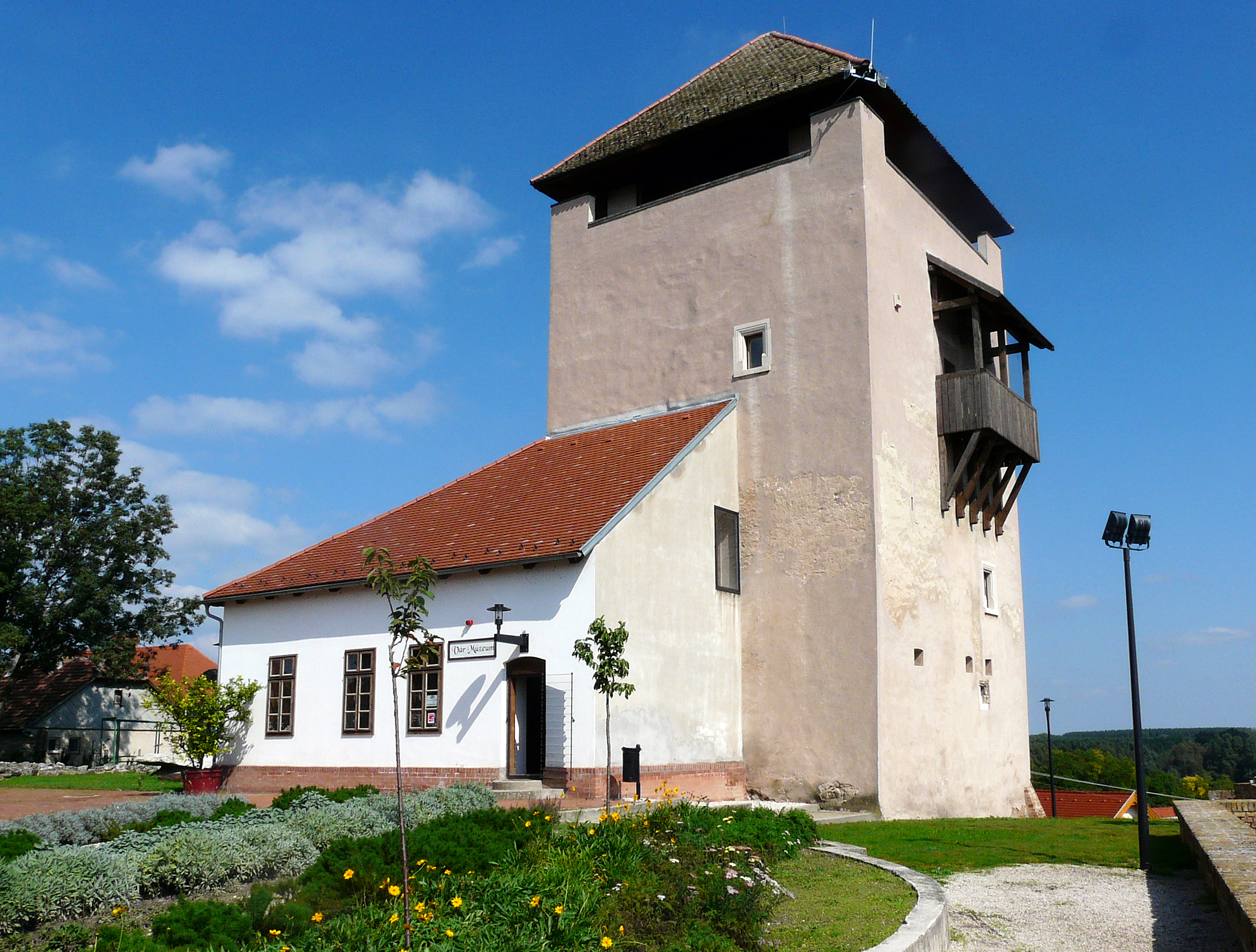
Csonka-torony

- Der Türkenturm (Csonka-torony oder Török-torony)
- Die Burg mit ihrem Museum
- Die Kirchen und Kapellen der verschiedenen Glaubensgemeinschaften

## Söhne und Töchter der Stadt
- Gyula Alpári (1882–1944), Publizist, Politiker (MKP), NS-Opfer
- Karolina Szabó (* 1961), Leichtathletin